# إليسا صيدناوي
إليسا صيدناوي (ولدت في 14 ديسمبر 1987 في برا، بيدمونت، إيطاليا) عارضة أزياء وممثلة ومخرجة أفلام فرنسية من أصل إيطالي وسوري-مصري .

## روابط خارجية
- إليسا صيدناوي على موقع IMDb (الإنجليزية)
- إليسا صيدناوي على موقع ألو سيني (الفرنسية)
- إليسا صيدناوي على موقع ميوزك برينز (الإنجليزية)
- إليسا صيدناوي على موقع أول موفي (الإنجليزية)
- إليسا صيدناوي على موقع ديسكوغز (الإنجليزية)
- إليسا صيدناوي على موقع قاعدة بيانات الفيلم (الإنجليزية)
- إليسا صيدناوي على موقع كينوبويسك (الروسية)
- إليسا صيدناوي على موقع دليل عارضات الأزياء (الإنجليزية)